# 米基·奥卡
米基·奥卡（西班牙語：Miki Oca，1970年4月15日—），西班牙男子水球运动员。他曾代表西班牙国家队参加1992年和1996年夏季奥林匹克运动会水球比赛，获得一枚金牌和一枚银牌。